# Jorja Smith
Jorja Alice Smith, conosciuta semplicemente come Jorja Smith (Walsall, 11 giugno 1997), è una cantautrice britannica.
Dopo una serie di pubblicazioni indipendenti, ottiene maggiore visibilità nel 2017 grazie alla collaborazione con il rapper Drake nel brano Get It Together. Nel 2018 si aggiudica il premio della critica nell'ambito dei BRIT Awards e successivamente pubblica l'album in studio di debutto Lost & Found, accolto positivamente da pubblico e critica, con cui si procura una candidatura Grammy Awards 2019 come miglior artista esordiente.

## Biografia
Jorja Alice Smith nasce l'11 giugno 1997 a Walsall, da padre giamaicano e originario di Gloucester e madre inglese. Il padre, Peter, è stato un musicista da giovane e ha fatto parte di un gruppo neo soul chiamato 2nd Naicha; la madre, Jolene, è una designer di gioielli. Jorja ha un fratello minore, Luca, ed è cugina del calciatore Kemar Roofe.
La sua statura minuta le ha procurato il soprannome di The Atomic Flea. Jorja Smith ha fatto parte del collettivo OGHORSE, attraverso il quale ha iniziato a pubblicare musica online. Ha preso lezioni di pianoforte all'età di otto anni e successivamente ha studiato musica classica. Dopo aver conseguito il diploma liceale, si è trasferita a Londra al fine di costruirsi una carriera musicale, nel frattempo guadagnandosi da vivere lavorando come barista.

## Carriera

### Esordi,Project 11eLost & Found(2016-2019)
Nel gennaio 2016 Jorja Smith pubblica su SoundCloud il suo primo singolo, Blue Lights, seguito da A Prince con Maverick Sabre e Where Did I Go?; quest'ultima è stata definita dal rapper canadese Drake come uno dei suoi brani preferiti del momento durante un'intervista per Entertainment Weekly. A fine 2016, Smith pubblica l'EP Project 11. Successivamente Blue Lights viene nominata nella categoria di miglior canzone ai MOBO Awards 2016. La cantante ha anche supportato Drake nel suo tour in Regno Unito, esibendosi in qualità di ospite a sorpresa nelle date di Birmingham e Londra.
Nel corso del 2017, Smith è stata eletta dalla stampa britannica, dalla BBC e da Evening Standard come una delle artisti più promettenti del Regno Unito. Per questo motivo è stata selezionata insieme ad altri quattordici artisti al concorso Sound of... indetto dalla BBC, posizionandosi al quarto posto. FACT Mag ha anche nominato Smith come uno dei dieci artisti pop e R&B da tenere d'occhio nel 2017.
In quello stesso anno Smith è apparsa in due tracce del fortunato mixtape di Drake, More Life; sempre nello stesso periodo, Drake la invita ad esibirsi durante i suoi concerti di Birmingham e Londra nell'ambito del The Boy Meets World Tour europeo. Ha anche pubblicato il singolo Beautiful Little Fools in concomitanza con la giornata internazionale della donna, il cui titolo è un riferimento a Il grande Gatsby e il video mostra un'esibizione di Smith presso il Rivoli Ballroom di Londra, interpretando personaggi di diversi livelli della società.
È stata nominata nella categoria di miglior artista femminile ai MOBO Awards 2017 e nel gennaio 2018 ha vinto il premio della critica nell'ambito dei BRIT Awards 2018, evento in cui si esibita il mese successivo insieme al connazionale Rag'n'Bone Man sulle note di Skin. Qualche settimana prima era stato anche pubblicato il singolo Let Me Down, eseguito in collaborazione con il rapper Stormzy. Sempre a inizio 2018 è presente nella colonna sonora del film campione d'incassi Black Panther, per cui incide la traccia I Am.
Nell'aprile del 2018 viene confermata l'uscita dell'album in studio di debutto di Smith, intitolato Lost & Found e pubblicato il successivo 8 giugno. Molto apprezzato dalla critica, ha garantito alla cantante una candidatura nella categoria di miglior artista esordiente ai Grammy Awards 2019 e un secondo BRIT Award nello stesso anno, questa volta come miglior artista solista femminile britannica. Al fine di promuovere Lost & Found, la cantante è stata impegnata in un tour mondiale che ha interessato l'Europa e il Nord America nell'autunno del 2018.

### Be Right BackeFalling or Flying(2019-presente)

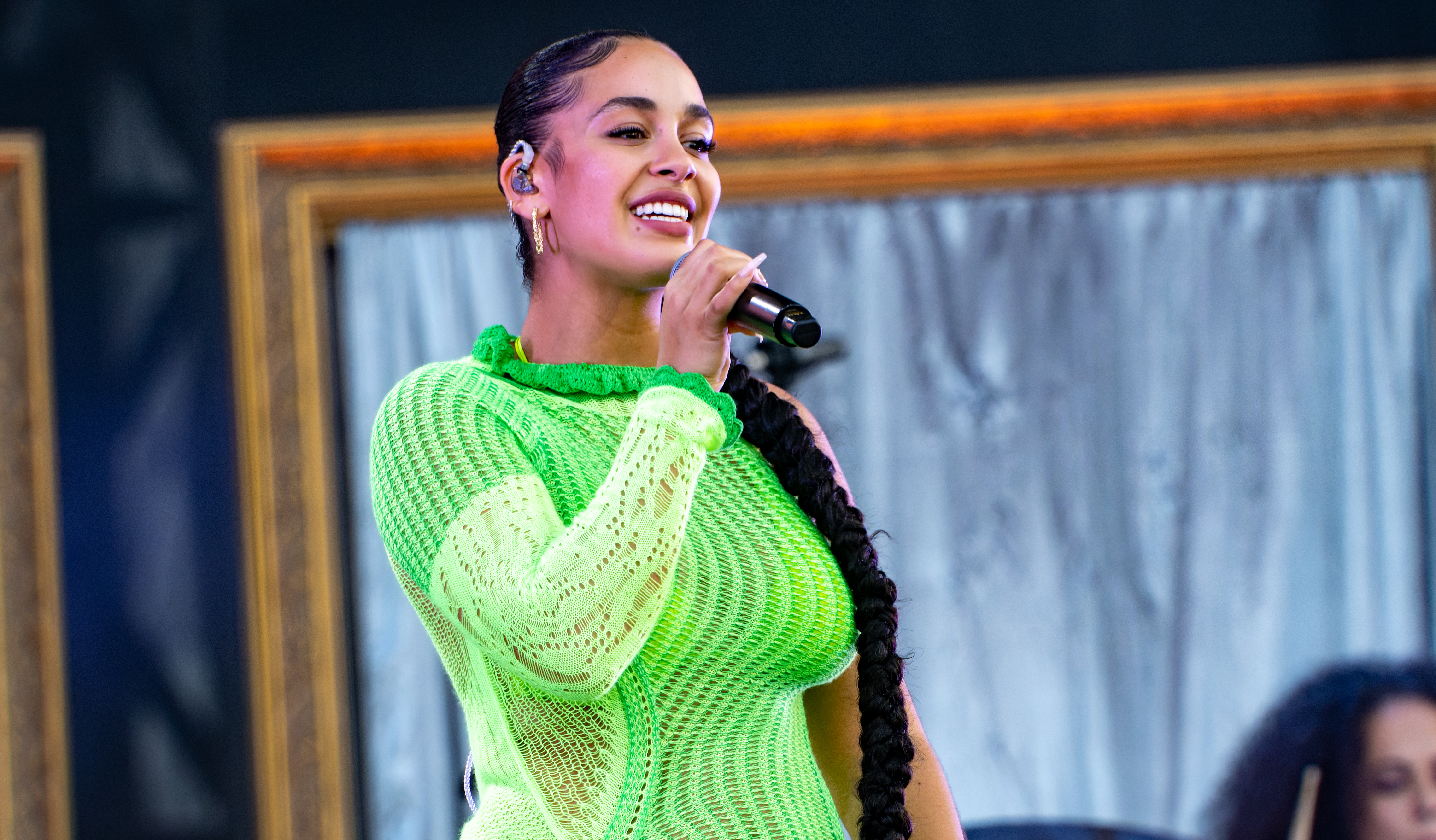
Jorja Smith a Barcellona nel 2022

Ad agosto 2019 Jorja pubblica il singolo Be Honest in collaborazione con il rapper nigeriano Burna Boy. Il brano registra un buon successo commerciale a livello internazionale, raggiungendo l'ottava posizione della classifica dei singoli britannica. Ad esso ha fatto seguito By Any Means, una «ballata agrodolce» che tratta i movimenti civili di protesta e in particolare il Black Lives Matter, pubblicata il 30 luglio 2020. Tra l'ottobre 2020 e il marzo 2021 vengono messi in commercio i singoli Come Over, in collaborazione con il musicista giamaicano Popcaan, e Addicted. Il 19 aprile 2021 la cantante pubblica il singolo Gone e contestualmente annuncia sui propri canali social l'uscita del suo secondo EP intitolato Be Right Back e pubblicato il 14 maggio successivo. Il progetto, che si compone di otto tracce, serve come anticipazione al secondo album di inediti di Smith e si è posizionato in varie classifiche internazionali, esordendo al nono posto della classifica britannica.
Nell'aprile 2023 torna sulle scene musicali con il singolo Try Me, accompagnato dal relativo videoclip musicale girato in Francia; dopo qualche settimana, viene estratto anche il singolo Little Things. Entrambe le pubblicazioni precedono il secondo album in studio Falling or Flying, la cui data di uscita è stata fissata al 29 settembre 2023. Little Things, in particolare, riscuote successo commerciale durante l'estate 2023, raggiungendo l'undicesima posizione della classifica britannica e la ventesima di quella irlandese. 
Il disco è stato promosso attraverso una tournée musicale iniziata nel 2024 e proseguita lungo tutta l'estate del 2025; in tale circostanza, Smith si è esibita due volte in Italia: la prima volta nell'agosto 2024 al Carroponte di Milano e la seconda nel luglio 2025 al Sequoie Music Park di Bologna. Sempre nel 2025 viene pubblicato l'inedito The Way I Love You e affiancata il rapper connazionale AJ Tracey al singolo Crush, che raggiunge la 23ª posizione in patria.

## Stile musicale

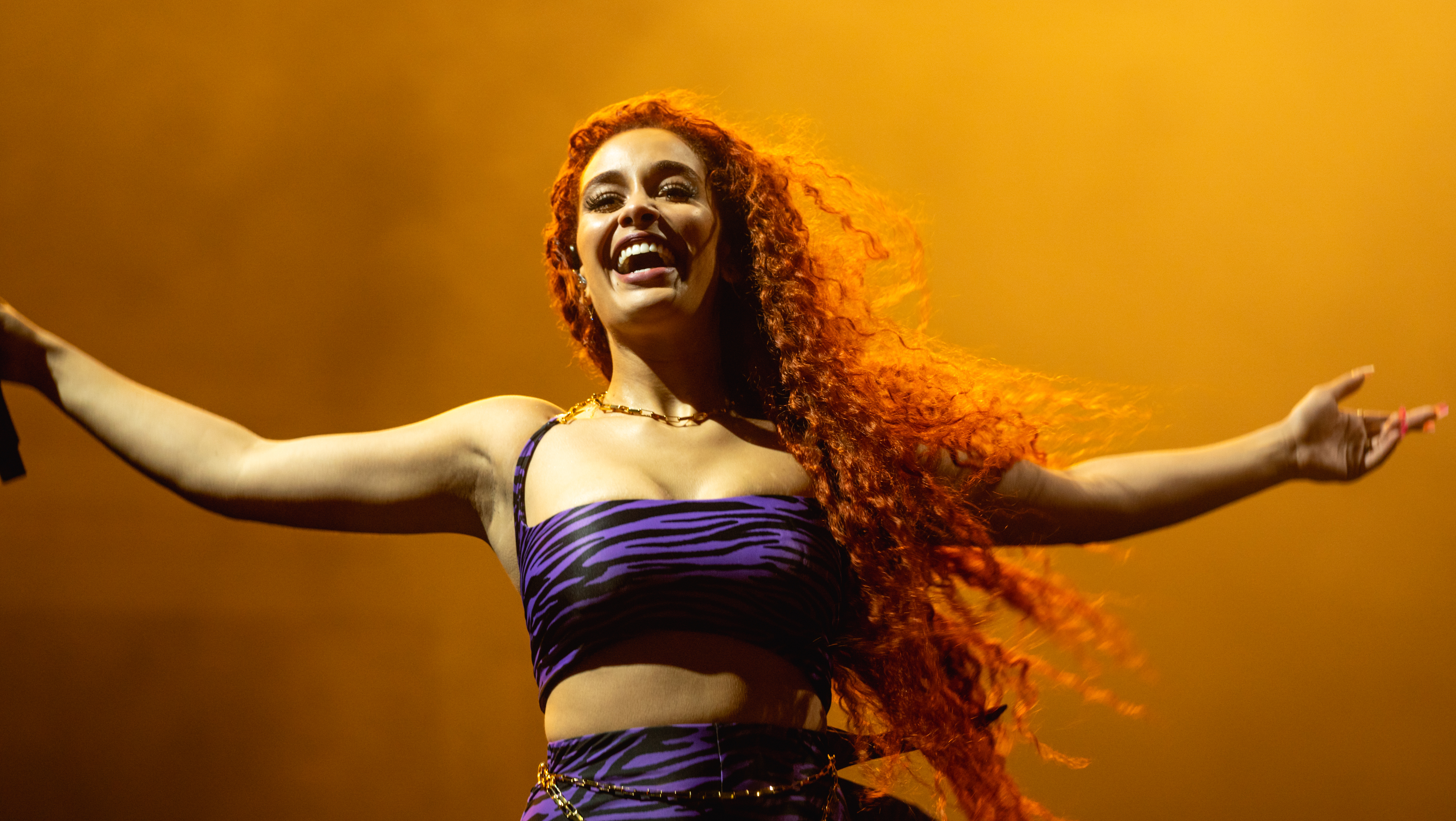
Jorja Smith in Cornovaglia nel 2021

Jorja Smith, che ha scritto la sua prima canzone a undici anni, è cresciuta ascoltando reggae, punk, hip-hop e R&B e in particolare i boxset della Trojan Records, Curtis Mayfield e Damian Marley. Da adolescente, ha assiduamente ascoltato l'album di debutto di Amy Winehouse Frank del 2003 e di essersi ispirata all'approccio schietto della cantante alla scrittura dei suoi testi. Smith ha dichiarato che le sue canzoni esplorano temi sociali: «Quando ci sono cose che accadono nel mondo, penso che sia importante toccarle, perché come musicista puoi fare in modo che la gente ascolti. Non appena le persone premono play, hai la loro attenzione».
Le principali influenze musicali citate dalla cantante sono Adele, Alicia Keys, Sade, Nina Simone, Amy Winehouse, Mos Def, Lauryn Hill, Lisa Maffia e The Streets, mentre Rihanna viene menzionata come fonte di ispirazione dal punto di vista del senso della moda. Il suo stile vocale profondo è stato paragonato a quello delle sopracitate Adele, Amy Winehouse, Rihanna e Lauryn Hill e anche FKA twigs.

## Discografia
- 2018 – Lost & Found
- 2023 – Falling or Flying

## Tournée

### Come artista principale
- 2018 – Lost & Found Tour
- 2024/25 – Falling or Flying Tour

### Con altri artisti
- 2019 – The Kali & Jorja Tour (con Kali Uchis)

## Riconoscimenti
BRIT Awards
- 2018 – Scelta della critica
- 2019 – Miglior artista solista britannica
- 2019 – Candidatura all'album britannico dell'anno per Lost & Found
- 2019 – Candidatura all'artista rivelazione britannico
- 2024 – Candidatura al miglior artista R&B britannico
- 2025 – Candidatura al miglior artista R&B britannico

Grammy Awards
- 2019 – Candidatura al miglior artista esordiente

Mercury Prize
- 2018 – Candidatura all'album dell'anno per Lost & Found

MTV Europe Music Awards
- 2018 – Candidatura al miglior artista MTV Push